# Jakob Krischan
Jakob Krischan (* 18. Juli 1894 in Knezdub, Mähren; † 9. August 1970 in Wien; auch Jakob Krizan) war ein österreichischer Politiker und Gutsarbeiter. Er war von 1934 bis 1938 Abgeordneter zum Landtag von Niederösterreich.
Krischan arbeitete als Gutsarbeiter in Eßling bei Wien und war während des Austrofaschismus zwischen dem 22. November 1934 und dem 12. März 1938 Mitglied des Ständischen Landtags. Krischan war Vertreter der Land- und Forstwirtschaft.